# Preistheorie
Als Preistheorie wird in der Volkswirtschaftslehre eine Vielzahl von Theorien bezeichnet, die sich mit der Preisbildung für Güter und Dienstleistungen auf Märkten befassen.

## Allgemeines
Erkenntnisobjekt sind die Preise sowie deren Bestimmungsgrößen und Abhängigkeiten. Preistheorien gehören zu den wichtigsten Theorien nicht nur in der Volkswirtschaftslehre, sondern auch in der Betriebswirtschaftslehre, wo sie Lösungen für die Probleme der Preispolitik von Unternehmen zur Verfügung stellen. Denn ein Anbieter kann meist schwer voraussagen, wie seine Konkurrenten oder die Nachfrager auf eine vorgesehene Preisänderung reagieren werden.

## Geschichte
Mit dem Warenpreis haben sich bereits Autoren im Mittelalter befasst. Im Zentrum der Untersuchung stand lange Zeit der gerechte Preis, der heute zur Wirtschaftsethik gehört.
Albertus Magnus betonte in seiner Kritik zu Aristoteles, dass zur Preisgerechtigkeit die Berücksichtigung der aufgewendeten Arbeit und des eingesetzten Materials gehöre. Auch Thomas von Aquin stützte sich auf Aristoteles. Aquin bestimmt jeden Wert einer Ware als Marktpreis: „Der Wert der Dinge aber, die zum Nutzen des Menschen in Umlauf kommen, wird nach dem bezahlten Preis bemessen.“ Er schränkte allerdings ein: „Teurer verkaufen oder billiger einkaufen, als eine Sache wert ist, ist also an sich ungerecht und unerlaubt.“ Insbesondere sei die Ausnutzung einer Notlage untersagt, weil der überhöhte Preis nicht auf eine Leistung des Verkäufers zurückzuführen sei. Andererseits hielt Thomas von Aquin im Gegensatz zu Aristoteles – der dies als Chrematistik ablehnte – maßvolle Gewinne aus dem Handel für zulässig. So darf der Preis auch eine Vergütung für den entgangenen Nutzen des Verkäufers beinhalten.
Während bei Aristoteles und Thomas von Aquin noch wichtig war, dass der Preis nicht zu einer Veränderung der gesellschaftlichen Ordnung führen solle, findet sich bei Thomas Cajetan die Auffassung, dass ein Preis auch dann gerechtfertigt ist, wenn er mehr ausmacht, als dem Verkäufer zur Wahrung seiner Bedürfnisse nötig ist, weil dadurch ein Aufstieg in einen höheren Stand möglich wird. Auch Gabriel Biel sah den Handel positiv. Für ihn war 1514 der gerechte Preis bestimmt vom Bedarf an einem Gut, von dessen Knappheit und vom Aufwand zu seiner Produktion. Dabei sprach er dem Kaufmann auch einen Lohn als Aufschlag zu. „Wenn der Gesetzgeber das alles klug überlegt, vermag er den gerechten Preis der Waren abzuschätzen und festzulegen“.
Eine stärkere Betonung des Marktes und eine weitgehende Ablehnung staatlich beeinflusster Preise findet sich in der spanischen Scholastik, so etwa bei Luis de Molina, der in diesem Zusammenhang von einem „gerechten Preis“ sprach. Vom „gerechten Preis“ der Scholastiker ist der „natürliche Preis“ (französisch prix naturel) der Physiokraten (François Quesnay und Anne Robert Jacques Turgot) einerseits und von Adam Smith, David Ricardo und Karl Marx andererseits zu unterscheiden.
Die auf Adam Smith zurückzuführende klassische Preistheorie beruht unter anderem auf dem 1705 von John Locke aufgestellten klassischen Wertparadoxon, wonach häufig bei Gütern ein Unterschied besteht zwischen Nutzen und Nutzwert einerseits und Tauschwert und Preis andererseits. Adam Smith stellte im März 1776 in seinem Buch Der Wohlstand der Nationen verschiedene Entwicklungsstufen seiner Preistheorie vor. Sein Buch geht von der Theorie des absoluten Werts aus, um sich danach mit dem Tauschwert zu befassen. Nächster Schritt ist die Produktions- und Kostentheorie, der schließlich die wert-freie Preistheorie folgt. Insbesondere stellte Smith die Theorie des Gleichgewichtspreises in den Mittelpunkt. Er ging davon aus, dass mit Hilfe von Arbeitsteilung und Spezialisierung und der Neigung des Menschen zu Handel und Tausch sich Produktivität und Wohlstand verbessern. Er unterschied zwischen dem Marktpreis (Gebrauchswert) und dem natürlichen Preis (Tauschwert), wobei letzterer allein durch die Produktionskosten bestimmt werde.
Erich Gutenberg hat die Preistheorie 1984 an die Wirtschaftspraxis angenähert. Er befasste sich mit heterogenen Gütern auf unvollkommenen Märkten in atomistischer Konkurrenz, die er polypolistische Konkurrenz nennt.

## Klassische Preistheorien
Den klassischen Preistheorien liegt der vollkommene Markt zugrunde. Nachfrager verfolgen auf ihm das Ziel der Nutzenmaximierung, handeln rational, verfügen über vollkommene Markttransparenz und passen ihr Marktverhalten mit unendlich schneller Reaktionsgeschwindigkeit an veränderte Marktentwicklungen an. Zudem sind die gehandelten Güter und Dienstleistungen homogen.
Für Adam Smith bestimmte sich die Höhe des Preises für ein Gut durch Angebot und Nachfrage (Preismechanismus) und die Herstellungskosten für dieses Gut. Da Angebot und Nachfrage ständig schwanken, ist auch der Marktpreis diesen Volatilitäten unterworfen. Der „natürliche Preis“ entspricht den Herstellungskosten, schwankt nicht und wird langfristig nicht vom Marktpreis unter- oder überschritten.
Die klassischen Preistheorien haben unterschiedliche Preis-Absatz-Funktionen für die verschiedenen Marktformen entwickelt. Sie gehen von einem linearen Verlauf im Monopol, von einem parallel zur Abszisse gehenden Verlauf bei vollständiger Konkurrenz und von einem linearen Verlauf im Oligopol aus. Beim Oligopol hängt der genaue Verlauf auf vollkommenen Märkten von dem Absatzvolumen der Konkurrenten, auf unvollkommenen Märkten von den Verkaufspreisen der Konkurrenten ab.

## Neoklassische Preistheorien
Die klassische Preistheorie des Adam Smith wird von der Neoklassik nicht inhaltlich ergänzt, sondern lediglich mit Hilfe verfeinerter geometrischer Techniken und mathematischer Ausdrucksformen zur Erweiterung der Deduktionsmöglichkeiten aus den der klassischen Preistheorie zu Grunde liegenden Annahmen exakter formuliert. Empirische Forschungen zeigen, dass sich Nachfrager oftmals nicht nach der klassischen Preistheorie verhalten und sich für ein Preismodell entscheiden, das nicht zur Maximierung der Konsumentenrente führt.
Die neoklassische Preistheorie rückte das Marktgleichgewicht und dessen Auswirkungen in den Mittelpunkt. Deren Hauptvertreter waren William Stanley Jevons, Léon Walras und Alfred Marshall. Jevons formulierte 1866 das Gesetz von der Unterschiedslosigkeit der Preise, wonach „...auf demselben offenen Markte zu irgend einem Zeitpunkt nicht zwei Preise für die gleiche Art von einem Gegenstand vorhanden sein können“. In der Marktstruktur der homogenen Konkurrenz des Polypols mit rationalem Verhalten der Marktteilnehmer gilt zu jedem Zeitpunkt ein einheitlicher Marktpreis. Walras untersuchte 1874 die Abhängigkeit der nachgefragten Menge eines Gutes von den Preisen aller anderen Güter (siehe Kreuzpreiselastizität). Für Marshall wurde 1890 das Marktgleichgewicht in der Partialanalyse bei einem Preis erreicht, bei dem die subjektive Nachfrageseite und die objektive Angebotsseite übereinstimmen, also am Schnittpunkt der Angebots- und Nachfragekurve.

## Die Preistheorie von Sraffa
Während die neoklassische Preistheorie auf psychologischen Faktoren aufbaut, geht die Preistheorie von Piero Sraffa  aus von den objektiven Bedingungen der Produktion. Sraffa betrachtet eine geschlossene Volkswirtschaft, in der n > 1 verschiedene Waren, darunter auch die Produktionsmittel, produziert werden, Unter der Voraussetzung, dass alle Arbeiter den gleichen Lohn beziehen und dass in allen Industrien die gleiche Profitrate erzielt wird, zeigt er, dass die Preise aller Waren und die Profitrate n Gleichungen mit n+1 Unbekannten genügen. Das Gleichungssystem kann mit bekannten Methoden der linearen Algebra gelöst werden. Wenn jede Industrie nur ein Produkt herstellt, dann sind alle Preise positiv. Bei Kuppelproduktion können jedoch negative Preise auftreten. Produkte mit negativen Preisen sind schädliche Nebenprodukte, deren Entsorgung Kosten verursacht. Sraffas Theorie kann deshalb auch in der ökologischen Ökonomie angewendet werden.

## Betriebswirtschaftslehre
Die – volkswirtschaftlich – geprägte mikroökonomische Preistheorie misst dem Markt die Preisfindungsfunktion zu, verwendet jedoch sehr starke Prämissen (des vollkommenen Marktes), worunter ihre Anwendbarkeit nach Ansicht von Erich Gutenberg leidet. „Kaum ein Fachgebiet ist wissenschaftlich so intensiv bearbeitet und gleichzeitig von der Praxis so gering geschätzt worden wie die mikroökonomisch fundierte betriebswirtschaftliche Preistheorie“. Kritisiert wird, dass es an der Anerkennung theoretischer Preismodelle in der Wirtschaftspraxis fehlt. Gutenberg ging von Produktdifferenzierung aus und billigte den Nachfragern Präferenzen zu. Folge hiervon ist, dass Anbieter einen Preisspielraum besitzen, innerhalb dessen sie Preise verändern können, ohne dass Nachfrager abwandern (wegen bestehender Präferenzen und/oder mangelnder Markttransparenz). Diesen Preisspielraum nannte Gutenberg den „monopolistischen Bereich“, weil der Anbieter sich bei der Preisfestsetzung wie ein Monopolist verhalten kann.
Das verhaltenswissenschaftlich orientiere Konzept des Behavioral pricing fand neue Wege. Es orientiert sich am individuellen Kaufverhalten des Nachfragers. Es wird untersucht, wie Verbraucher nach Preisinformationen suchen, sie aufnehmen, konsolidieren, verarbeiten und bewerten.

## Wirtschaftliche Aspekte
Aus dem Marktformenschema lassen sich Aussagen für die Preispolitik ableiten. Die Preis-Absatz-Funktion der klassischen Preistheorie zeigt, welches gesamte Absatzvolumen auf einem vollkommenen Markt zu alternativen Einzelpreisen verkauft werden kann. Danach gibt es auf einem vollkommenen Markt einen einheitlichen Marktpreis, so dass einzelne Anbieter keinen Preisspielraum besitzen. Die höchste Wettbewerbsintensität findet sich bei vollkommenem Wettbewerb, wo eine Vielzahl kleiner Anbieter um die Nachfrager wirbt. Als Grundprinzip gilt: Je höher der Preis, desto geringer ist die Nachfrage und umgekehrt. Nur in Ausnahmefällen steigt die Nachfrage mit steigendem Preis (Veblen-Effekt, Snobeffekt, Mitläufereffekt, Preis als Qualitätsmaßstab).